# Bắt giữ electron

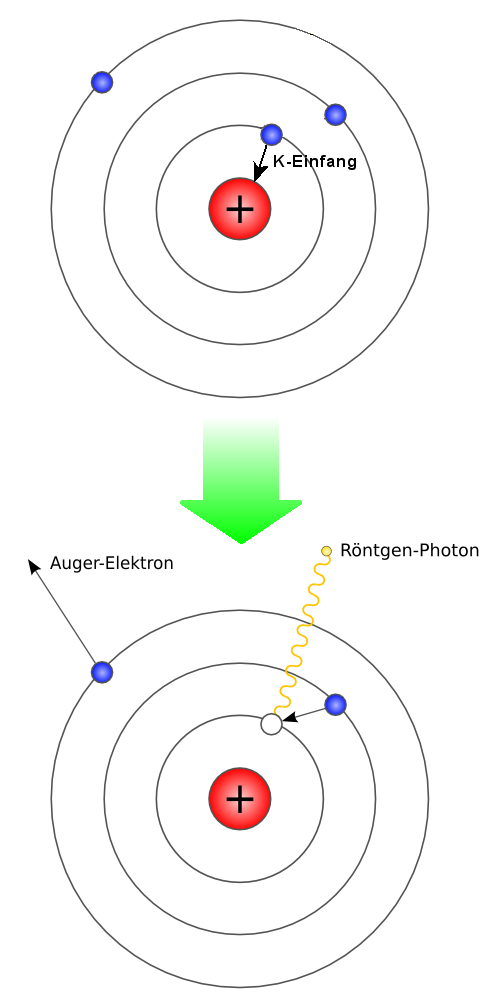
Bắt giữ electron.

Bắt giữ electron, hay còn gọi là bắt giữ electron K, bắt giữ K hoặc bắt giữ electron L, bắt giữ L (tiếng Anh: K-electron capture, hay K-capture, hoặc L-electron capture, L-capture) là một quá trình vật lý mà trong đó một hạt nhân giàu proton hấp thụ một electron trong nguyên tử, thường là electron trong lớp vỏ K hoặc L, biến một proton hạt nhân thành một neutron, đồng thời gây ra sự phát xạ neutrino electron. Nhiều phát xạ photon diễn ra tiếp theo, để cho phép năng lượng của nguyên tử rơi xuống trạng thái cơ bản của hạt nhân mới.
{\displaystyle {\hbox{p}}^{+}+\;{\hbox{e}}^{-}{\xrightarrow {\;}}{}{\hbox{n}}\;+{\hbox{ν}}}e
Bắt giữ electron là phương thức phân rã chủ yếu đối với đồng vị có lượng proton tương đối dồi dào trong hạt nhân, nhưng không đủ chênh lệch năng lượng giữa đồng vị và sản phẩm phân rã tiềm năng của nó (isobar có ít hơn một điện tích dương) để hạt nhân phân rã bằng phát xạ positron. Bắt giữ electron đôi khi được coi là một loại phân rã beta. Trong vật lý hạt nhân, phân rã beta là một loại phân rã phóng xạ, trong đó tia beta (electron hoặc positron năng lượng cao) và neutrino được phát ra từ hạt nhân nguyên tử. Bắt giữ electron đôi khi cũng được gọi là phân rã beta nghịch đảo, mặc dù thuật ngữ này thường đề cập đến sự tương tác của một phản neutrino electron với một proton.